# Carel Steven Adama van Scheltema
Pour les articles homonymes, voir Scheltema.
Carel Steven Adama van Scheltema, né à Amsterdam le 26 février 1877 et mort à Bergen le 6 mai 1924, est un poète socialiste néerlandais.

## Œuvre
Recueils de poésies :
- Een weg van verzen (1900)
- Uit den dood (1901)
- Van zon en zomer (1902)
- Düsseldorf (1903)
- Londen (1903)
- Amsterdam (1904)
- Zwervers verzen (1904)
- Eenzame liedjes (1906)
- Uit stilte en strijd (1909)
- Eerste oogst (1912)
- Zingende stemmen (1914)
- De keerende kudde (1920)
- De tors (1924)
- Gevleugelde spreuken (1925)
- Verzamelde gedichten (1934)

Recueils de proses :
- Over idealisme (1906)
- De grondslagen eener nieuw poëzie (1907)
- Kunstenaar en samenleving (1922),
- Levende steden
- Italië - Indrukken en gedachten - Een Causerie